# Protectoraat Noord-Nigeria
Het protectoraat Noord-Nigeria (Engels: Northern Nigeria Protectorate) was een protectoraat van het Britse Rijk en is tegenwoordig een onderdeel van Nigeria. Het protectoraat ontstond op 1 januari 1900 uit de noordelijke gebieden die voorheen onder het mandaat stonden van de Royal Niger Company maar verkocht waren aan de Britse regering. De zuidelijke gebieden van de Royal Niger Company vormden het Protectoraat Zuid-Nigeria, dat in 1906 met de Kolonie Lagos samengevoegd zou worden tot de Kolonie en Protectoraat Zuid-Nigeria. In 1914 werden Noord-Nigeria en Zuid-Nigeria samengevoegd in de Kolonie en Protectoraat Nigeria.